# Jan Milíč Lochman
Jan Milíč Lochman (3. dubna 1922 Nové Město nad Metují - 21. ledna 2004 Basilej, Švýcarsko) byl český exilový protestantský teolog a filozof, duchovní Českobratrské církve evangelické a vysokoškolský pedagog.

## Život
Po maturitě (1941) studoval teologii, nejprve v pololegálních kursech Českobratrské církve evangelické, působil pak jako vikář a po druhé světové válce studoval dále na Komenského evangelické bohoslovecké fakultě (KEBF), na univerzitě v St. Andrews a v Basileji, kde později také působil (viz níže). Doktorátu dosáhl roku 1948 na základě práce o americkém teologovi Reinholdu Niebuhrovi.
Habilitoval se prací o náboženském myšlení českého obrození, kde poukázal na náboženské kořeny českého osvícenství (1952).
V letech 1960-1968 působil jako profesor systematické teologie na KEBF v Praze. Přednášel hostovsky i na jiných předních univerzitách v Evropě a v USA.
Krátce učitelsky působil na Union Theological Seminary v New Yorku V letech 1968-1992 přednášel na univerzitě v Basileji; přednášel zde hostovsky a po invazi vojsk Varšavské smlouvy v Basileji zůstal. Od roku 1969 byl profesorem a dvakrát byl zvolen rektorem. Po roce 1989 zajížděl pravidelně do Československa i Česka. Patřil k význačným osobnostem ekumenického hnutí a křesťansko-marxistického dialogu.
Roku 1998 mu byl propůjčen Řád T. G. Masaryka III. třídy.

## Hlavní díla
- Theologie a filosofie (1958)
- Theologie a náboženství – theologický pohled do dějin náboženství (1963)
- Duchovní odkaz obrození – náboženské profily Dobrovský – Bolzano – Kollár – Palacký (1964)
- Kristus oder Prometheus? (1972)
- Das radikale Erbe (1972)
- Wegweisung der Freiheit. Abriss der Ethik in der Perspektive des Dekalogs (1979; česky Desatero : směrovky ke svobodě: nástin etiky pod zorným úhlem Desatera, 1994)
- Comenius (1982)
- Unser Vater: Auslegung des Vaterunsers (Güterslohe 1988; česky Otče náš : křesťanský život ve světle modlitby Páně, Kalich 1993, překlad František Schilla)
- Dekalog, Güterslohe 1979; česky: Desatero : Směrovky ke svobodě, překlad Bohuslav Vik, ISBN 80-7017-828-0, Kalich 1994
- Das Glaubensbekentniss. Grundriss der Dogmatik im Anschluss an das Glaubensbekenntnis (1982; česky Krédo: základy ekumenické dogmatiky, 1996)
- O smyslu křesťanských svátků, ISBN 80-7021-207-1 Vyšehrad Praha 1997; překlad Jindřich Slabý
- Úděl boží ve světě (přednáška), Kalich Praha 1992
- Oč mi v životě šlo: cesty českého teologa doma i do širého světa (2000)
- Horlivost pro pravdu a tolerance / Ve jménu Boha všemohoucího! (2011) – dvě přednášky z Basileje z let 1981 a 1982